# Gerrèids
Els gerrèids (Gerreidae) constitueixen una família de peixos de l'ordre dels perciformes.
Es troben a les regions temperades i tropicals de tots els oceans.
Formen part de la dieta humana i, a més, són emprats com a esquer a molts indrets del mar Carib.

## Morfologia

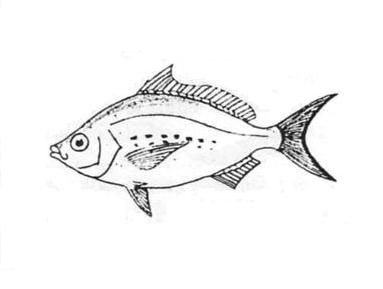
Gerres longirostris

- Mida petita (l'espècie més grossa n'és Gerres filamentosus amb 35 cm de llargària màxima).
- Cos comprimit.
- Musell punxegut.
- Boca molt protràctil.
- Mandíbula inferior còncava.
- Dents molt petites.
- Una única aleta dorsal
- Escates grans i aspres.
- Cua molt bifurcada.
- Nombre de vèrtebres: 24.
- Són platejats.[2][4][5]

## Ecologia
Viuen en fons de sorra o fang, sovint en ambients d'aigua salabrosa.
Són depredadors d'organismes que es colguen al fons i que capturen enfonsant llurs boques protràctils en el sediment (expulsen la sorra o el fang a través de les obertures branquials). La seua dieta inclou poliquets i crustacis petits.
La majoria de llurs espècies presenten un comportament gregari i tendeixen a concentrar-se en aigües poc fondes i costaneres per evitar els depredadors de grans dimensions.

## Gèneres
- Diapterus (Ranzani, 1842)[6]
- Eucinostomus (Baird & Girard a Baird, 1855)[7]
- Eugerres (Jordan & Evermann, 1927)[8]
- Gerres (Quoy & Gaimard, 1824)[9]
- Parequula (Steindachner, 1879)[10]
  - Parequula melbournensis (Castelnau, 1872)[11]
- Pentaprion (Bleeker, 1850)[12]
  - Pentaprion longimanus (Cantor, 1849)[13][14][15][16][17][18][19]